# Strihovce
Strihovce (ungarisch Szirtes – 1939–1945 Sztrihóc, bis 1907 Sztrióc) ist eine Gemeinde im Okres Snina (Prešovský kraj) im äußersten Osten der Slowakei mit 119 Einwohnern (Stand 31. Dezember 2024) in der traditionellen Landschaft Zemplín.

## Geographie
Die Gemeinde befindet sich im Vorgebirge Beskydské predhorie und am östlichen Hang des Vihorlatgebirges, am Bach Strihovský potok im Einzugsgebiet der Ublianka. Das Ortszentrum liegt auf einer Höhe von 436 m n.m. und ist 35 Kilometer von Snina entfernt (Straßenentfernung).
Nachbargemeinden sind Ladomirov im Nordwesten und Norden, Šmigovec im Osten, Hrabová Roztoka im Südosten und Süden und Vyšná Rybnica im Südwesten und Westen.

## Geschichte
Strihovce wurde im 17. Jahrhundert gegründet und zum ersten Mal 1635 als Strihocz schriftlich erwähnt. Das Dorf war Teil der Drugeth'schen Herrschaft von Humenné, 1787 war es Besitz der Familie Vécsey, im 19. Jahrhundert besaß die Familie Lobkovitz Ortsgüter. 1715 gab es eine Mühle, 11 verlassene und acht bewohnte Haushalte. 1787 hatte die Ortschaft 31 Häuser und 231 Einwohner, 1828 zählte man 48 Häuser und 364 Einwohner, die als Korbmacher, Landwirte, Waldarbeiter und Weber tätig waren.
Bis 1918 gehörte der im Komitat Semplin liegende Ort zum Königreich Ungarn und kam danach zur Tschechoslowakei beziehungsweise heute Slowakei. In der Zeit der ersten tschechoslowakischen Republik verblieben die Einwohner bei traditionellen Einnahmequellen. Als Folge des Slowakisch-Ungarischen Kriegs war der Ort von 1939 bis 1944 noch einmal Teil Ungarns. Nach dem Zweiten Weltkrieg pendelte ein Teil der Einwohner zur Arbeit in Industriebetriebe in der Umgebung sowie nach Košice, die Landwirte waren privat organisiert.

## Bevölkerung
| Jahr                | 1994 | 2004     | 2014    | 2024     |
| ------------------- | ---- | -------- | ------- | -------- |
| Anzahl der Personen | 228  | 175      | 159     | 119      |
| Unterschied         |      | −23,24 % | −9,14 % | −25,15 % |

| Jahr                | 2023 | 2024    |
| ------------------- | ---- | ------- |
| Anzahl der Personen | 123  | 119     |
| Unterschied         |      | −3,25 % |

Nach der Volkszählung 2011 wohnten in Strihovce 147 Einwohner, davon 113 Slowaken, 20 Russinen, sechs Ukrainer sowie jeweils ein Russe und Tscheche. Sechs Einwohner machten keine Angabe zur Ethnie.
132 Einwohner bekannten sich zur griechisch-katholischen Kirche, fünf Einwohner zur orthodoxen Kirche, zwei Einwohner zur römisch-katholischen Kirche und ein Einwohner zur Evangelischen Kirche A. B. Ein Einwohner war konfessionslos und bei fünf Einwohnern wurde die Konfession nicht ermittelt.

## Bauwerke
- griechisch-katholische Eliaskirche im barock-klassizistischen Stil aus dem späten 18. Jahrhundert, 1928–1930 erneuert[6]

## Verkehr
Nach Strihovce führt nur die Cesta III. triedy 3895 („Straße 3. Ordnung“) von Dúbrava und Šmigovec heraus. Der nächste Bahnanschluss ist in Stakčín an der Bahnstrecke Humenné–Stakčín.